# Aubertus Miraeus

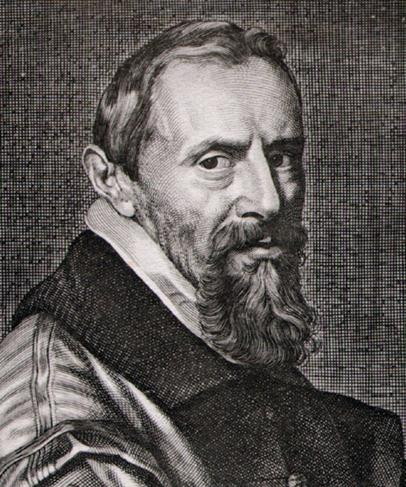
Aubertus Miraeus

Aubertus Miraeus (* 10. November 1573 in Brüssel; † 29. Oktober 1640 in Antwerpen; auch Aubert le Mire und Aubertus Miräus) war ein Kirchenhistoriker und römisch-katholischer Geistlicher.

## Leben
Miraeus studierte an den Universitäten von Douai und Löwen. In Löwen war er bedeutender Schüler von Justus Lipsius. Nach dem Studium trat er in den Kirchendienst, wurde 1608 Kanoniker an der Liebfrauenkathedrale in Antwerpen und Bischofssekretär bei seinem Onkel Johannes Miraeus, dem damaligen Bischof von Antwerpen. Dieser sandte ihn 1610 in die Grafschaft Holland, in der er sich um die Belange der Katholiken kümmern sollte. 
1611 wurde er Almosenier und Bibliothekar des Regenten der Niederlande und Erzherzogs Albrecht VII. von Habsburg. Eine Betätigung, die es ihm weiter ermöglichte, schriftstellerisch tätig zu sein. Schließlich erfolgte 1624 die Ernennung zum Dekan an der Liebfrauenkathedrale in Antwerpen und zum Generalvikar des dortigen Bischofs Johannes Malderus, des Nachfolgers seines Onkels. 
Er wurde in der Kathedrale von Antwerpen beigesetzt. 

## Publikationen (Auswahl)
Seinen Werken lastet mitunter der Vorwurf der Oberflächlichkeit und fantasievollen Weiterentwicklung der Realität an, dennoch werden ihm bedeutendes kirchenhistorisches Verdienst bescheinigt.
- Origines coenobiorum Benedictorum in Belgio, Antwerpen, 1606.
- Rerum toto orbe gestarum chronica a Christo nato ad haec usque tempora, Antwerpen, 1608.
- Origines equestrium sive militarium ordinum libri duo, Antwerpen, 1609.
- Politia ecclesiastica, sive de statu religionis Christianae per totum orbem, Köln, 1609; Lyon 1620.
- Canonicorum regularium ordinis S. Augustini origines ac progressus, Köln, 1614.
- Geographia ecclesiastica, Lyon, 1620.
- Notitia ecclesiarum Belgii, Antwerpen, 1630.
- Rerum Belgicarum chronicon, Antwerpen, 1635.
- Johannes Franciscus Foppens (Hrsg.) Miraei opera (...) diplomatica et Historica (Gesammelte Werke), 4 Bände, Brüssel, 1723–48. 2. Band, 1732.